# Levroux
Levroux ist eine französische Gemeinde mit 2.802 Einwohnern (Stand 1. Januar 2022) im Département Indre in der Region Centre-Val de Loire. Sie gehört zum Arrondissement Châteauroux und zum Kanton Levroux. Die Bewohner werden Levrousains und Levrousaines genannt.

## Geschichte
Levroux entstand als namensgleiche Commune nouvelle mit Wirkung vom 1. Januar 2016 durch die Zusammenlegung der bisherigen Gemeinden Levroux und Saint-Martin-de-Lamps, die in der neuen Gemeinde den Status einer Commune déléguée haben. Der Verwaltungssitz befindet sich in Levroux.
Mit Wirkung vom 1. Januar 2019 wurde auch die Gemeinde Saint-Pierre-de-Lamps in die Commune nouvelle integriert und ist ebenfalls eine Commune déléguée.
Die Gemeinde erhielt 2022 die Auszeichnung „Zwei Blumen“, die vom Conseil national des villes et villages fleuris (CNVVF) im Rahmen des jährlichen Wettbewerbs der blumengeschmückten Städte und Dörfer verliehen wird.

## Geographie
Die Gemeinde liegt rund 20 Kilometer nordwestlich von Châteauroux. Die Autobahn A20 verläuft etwa fünf Kilometer östlich des Gemeindegebietes. Das Flüsschen Céphons entspringt hier und entwässert in nordwestlicher Richtung zum Nahon. Nachbargemeinden sind: Bouges-le-Château im Norden, Bretagne im Nordosten, Brion im Osten, Vineuil im Südosten, Villegongis im Süden, Francillon und Argy im Südwesten, Sougé und Frédille im Westen, sowie Gehée und Moulins-sur-Céphons im Nordwesten.

### Gliederung
| Ortsteil                            | ehemaliger INSEE-Code | Fläche (km²) | Einwohnerzahl zum 1. Januar 2018 |
| ----------------------------------- | --------------------- | ------------ | -------------------------------- |
| Levroux (Verwaltungssitz)           | 36093                 | 56,43        | 2727                             |
| Saint-Martin-de-Lamps               | 36201                 | 15,61        | 0150                             |
| Saint-Pierre-de-Lamps (seit 2019)00 | 36206                 | 10,28        | 0054                             |